# Cormocephalus minor
Cormocephalus minor är en mångfotingart som beskrevs av Chamberlin 1927. Cormocephalus minor ingår i släktet Cormocephalus och familjen Scolopendridae. Inga underarter finns listade i Catalogue of Life.